# フェリーびざん
フェリーびざんは、オーシャントランスが運航するフェリー。

## 概要
2等洋室と各種個室で構成される「シンプルフェリー」の第一船として、スタンダードフェリー「おーしゃんいーすと」に代わり2016年1月に就航。当船の就航に合わせ、徳島港の沖洲地区に新フェリーターミナルが建設された。船名は徳島市の山「眉山」から名付けられた。船体側面のラインカラーは鳴門の渦潮をイメージしたブルーとなっている。

### 航路
オーシャン東九フェリー
- 東京港（東京港フェリーターミナル） - 徳島港 - 新門司港

## 設計
設計思想は安全の確保と省エネ・省力・省メンテナンスを向上させ環境性能に優れたものとし、尾道造船のRORO船特許を用い低速主機関による1機1軸推進のシステムを採用。旧船「おーしゃんいーすと」と比較し20%以上の燃料消費の削減を実現した。
車両甲板は7レーンから8レーンに増やしトラックの積載量を1.7倍にしたほか、オーシャントランスが尾道造船などと共同開発した「オートラッシングシステム」を採用し乗組員の負担軽減や荷役時間の短縮を実現した。

## 船内
船内は四国をイメージした内装となっており、本船はスダチの花をモチーフとした白と渦潮をイメージした青を基調とした。

### 船室
各個室は窓付き、2等洋室は窓なし（内側）となっている。
| クラス             | 部屋数            | 定員  | 設備                                                         |
| ------------------ | ----------------- | ----- | ------------------------------------------------------------ |
| 2名個室            | 14室×2名（3名）   | 28名  | 2段式プルマンベッド、テレビ、冷蔵庫、テーブル                |
| 4名個室            | 14室×4名          | 56名  | 2段式プルマンベッド、テレビ、冷蔵庫、テーブル                |
| withペットルーム   | 2名×2室           | 4名   | シングルベッド、ペットケージ、テレビ、冷蔵庫、テーブル       |
| バリアフリールーム | 2名×6室           | 12名  | ローハイトベッド、テレビ、テーブル、専用浴室・トイレ（共用） |
| 2等洋室            | 8名×11室 16名×4室 | 152名 | 階段式2段ベッド                                              |

### 公室
- エントランスホール
- 案内所・売店
- イートインスペース「オーシャンプラザ」 - 中央に各船のモチーフになった県の県土の形状をあしらった装飾付きのテーブルを設置[3]。

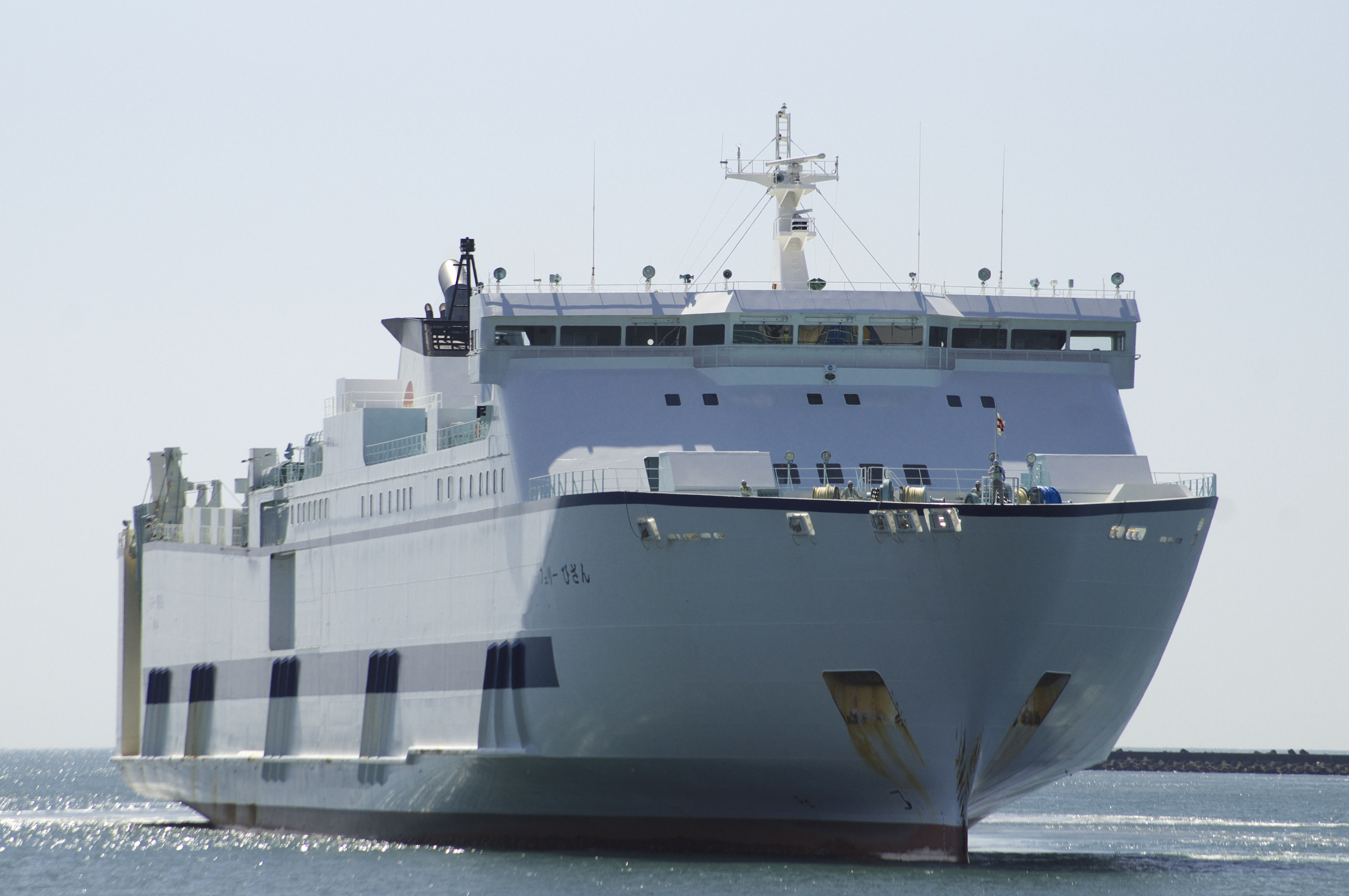
オーシャン東九フェリー「フェリーびざん」（2016年5月5日,徳島港沖洲フェリーターミナル）

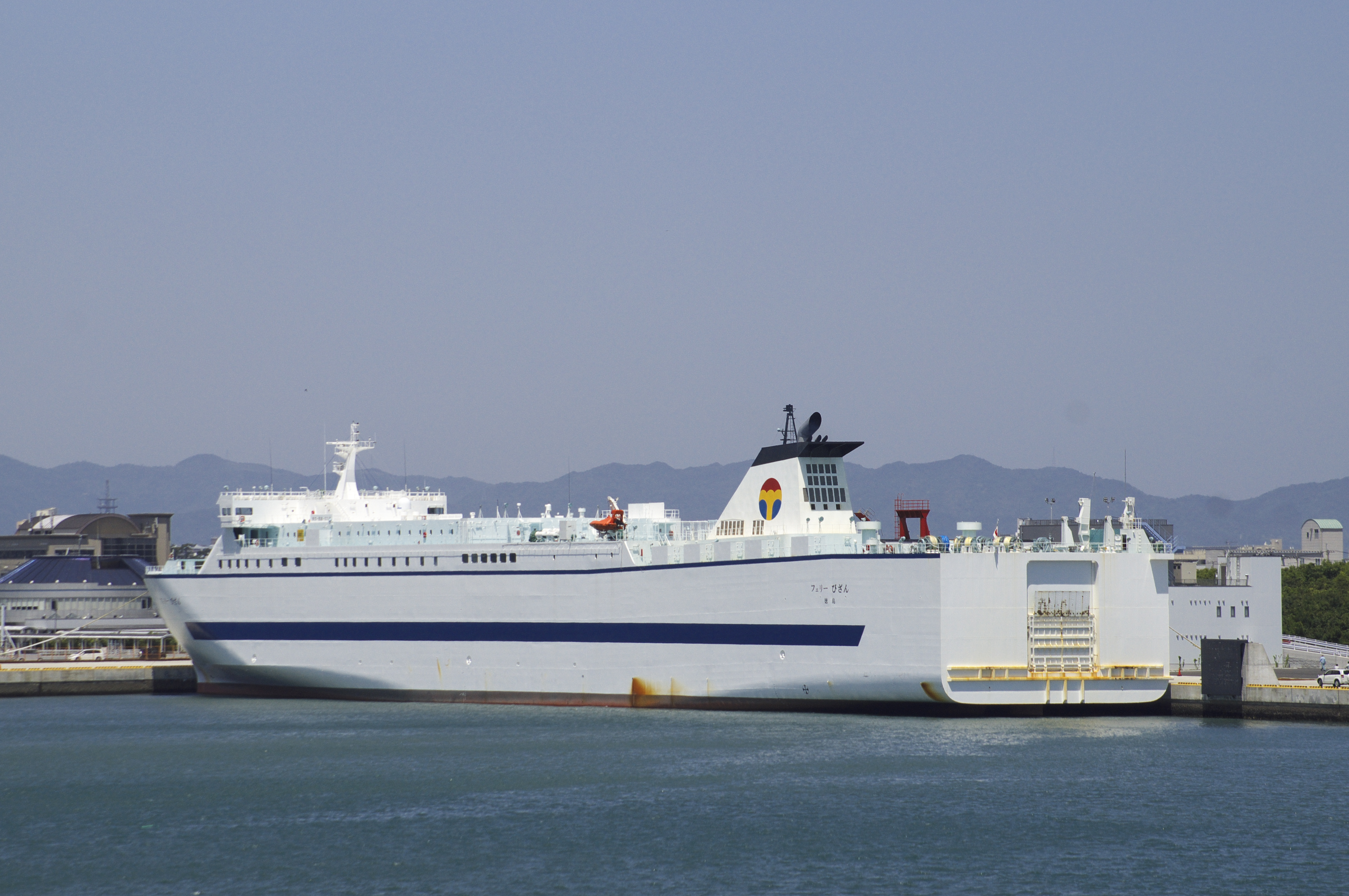
オーシャン東九フェリー「フェリーびざん」（2016年5月5日,徳島港沖洲フェリーターミナル）

- 自動販売機コーナー
- バスルーム・シャワールーム
- コインランドリー
- パウダールーム（女性洗面所内）
- リラックススペース
- フォワードロビー
- 輪行スペース
- ゲームコーナー
- キッズルーム
- 喫煙室

## 事故・インシデント

### 岸壁との衝突
2016年4月16日、14時13分ごろ、徳島港沖洲フェリーターミナルで着岸作業中だった本船は、強風により圧流され右舷船尾部が岸壁に衝突した。衝突により、本船は右舷船尾部の外板に凹損を生じ、防舷材が破損した。岸壁は防舷材およびコンクリートが破損した。事故発生当時の天候は晴で、南南東の風力6の風が吹いていた。

### 火災
2016年10月13日、20時53分ごろ、東京港から徳島港へ向かっていた本船は、横須賀港北北東方沖を南進中、他船から船尾方に火の粉が飛散していると連絡を受けた。防火部署を発令、船尾係船機に巻かれた係船索に炎を認め、持運び式消火器などによる消火作業で21時3分ごろ鎮火した。火災の原因は、主機の排気の廃熱を回収する排ガスエコノマイザに付着堆積した煤が煙突から火の粉となって噴出、船尾係船機の係船索に落下して出火したものであった。